# Place Saint-Bernard
La place Saint-Bernard est une place du centre de Dijon.

## Situation et accès
La place est située dans le secteur sauvegardé de la ville, en face de la rue piétonne commerçante des Godrans. Elle est actuellement desservie par le tramway de Dijon. L'ensemble formé par la place Saint-Bernard et la place Dupuis est inscrit au titre des Monuments et des Sites de l'Inventaire général du patrimoine culturel, par arrêté du 14 décembre 1942,.

## Origine du nom
Cette place porte le nom de Bernard de Clairvaux (v. 1090-1153), homme d'Église, homme d'État, prédicateur, orateur, né au château de Fontaine-lès-Dijon (aux portes de Dijon), et mort dans son abbaye de Clairvaux, qu'il a fondée en 1115.

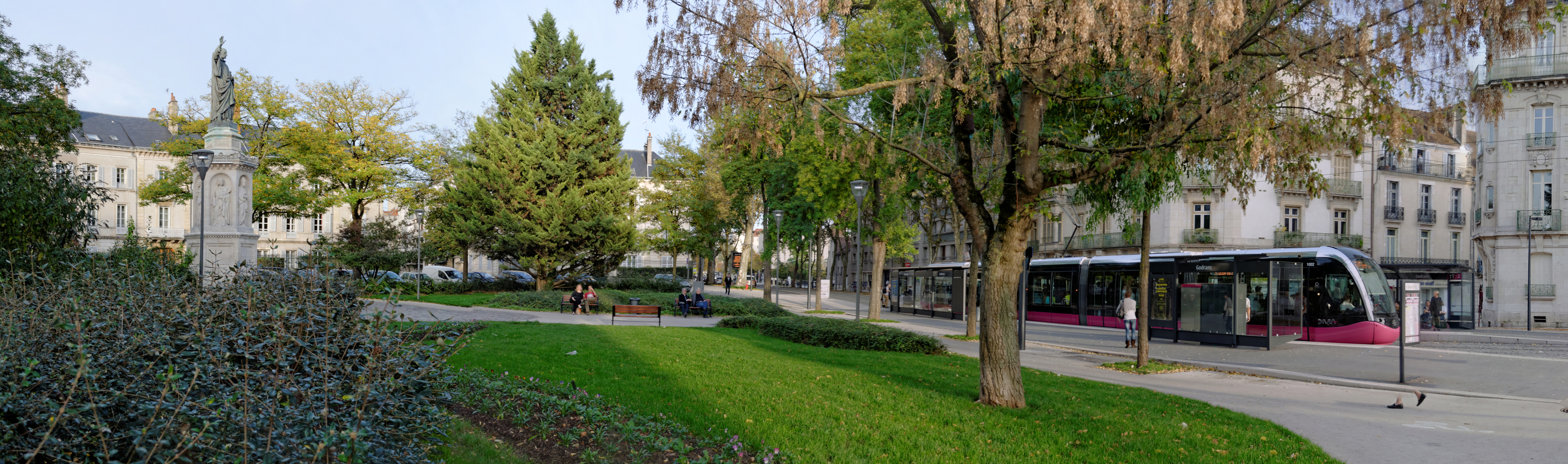
Vue panoramique de la place Saint-Bernard, desservie par le tramway de Dijon

## Historique
Cette place, édifiée entre 1836 et 1844, près des anciens remparts de Dijon, entre le centre historique de Dijon et ses faubourgs, est dominée par la statue de saint Bernard. Elle a été conçue par l'architecte urbaniste Adrien-Léon Lacordaire, frère d'Henri Lacordaire.

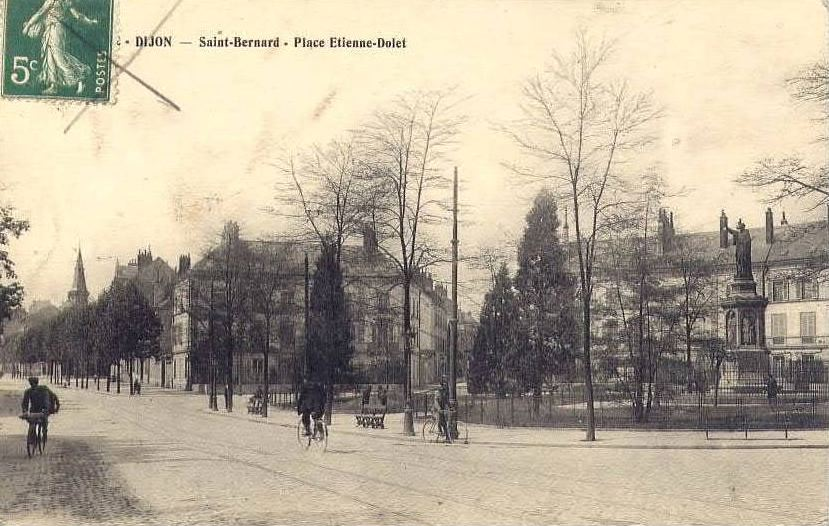
Place Saint-Bernard, lorsqu'elle s'appelait place Étienne Dolet
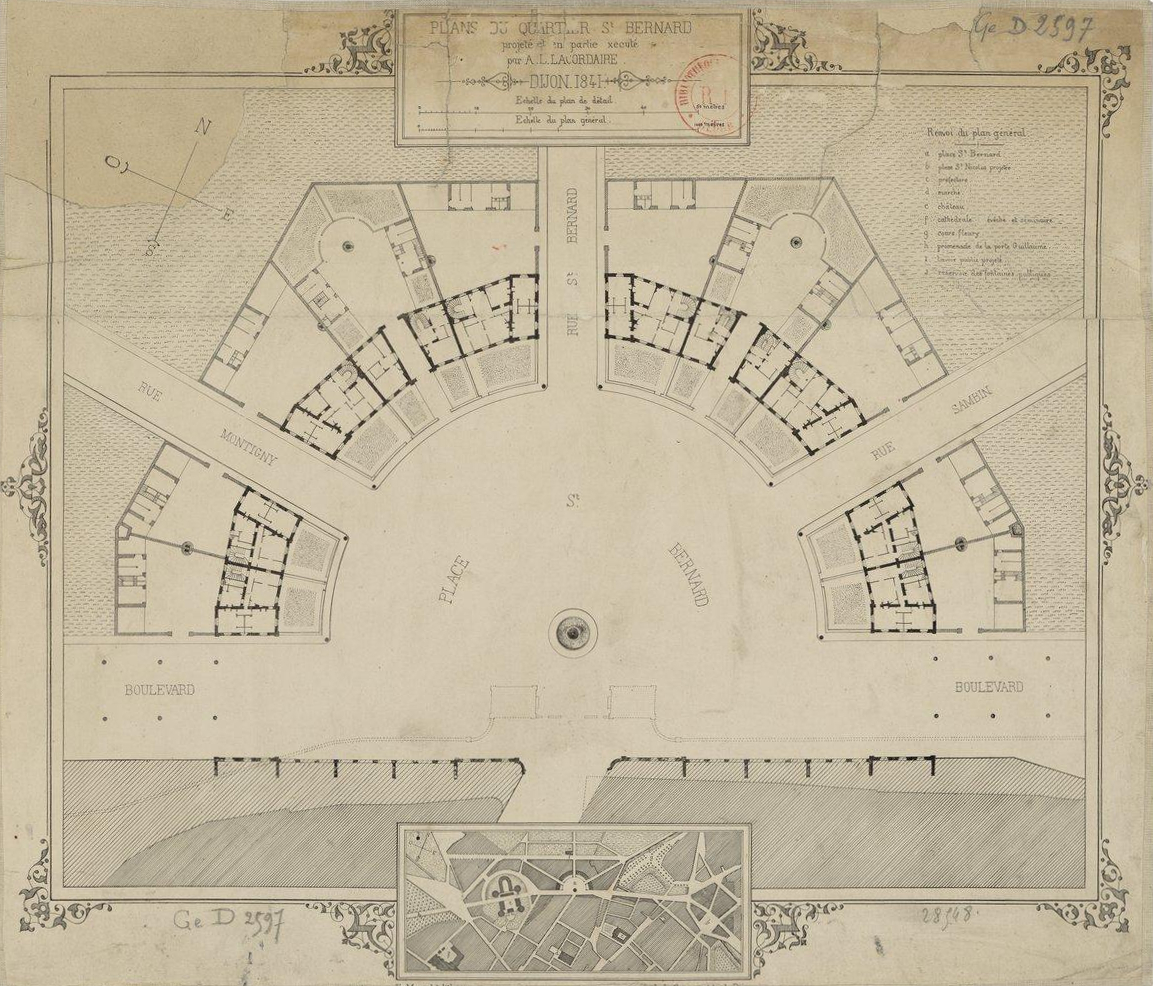
Plans du quartier Saint-Bernard projeté et en partie exécuté par Adrien-Léon Lacordaire en 1841
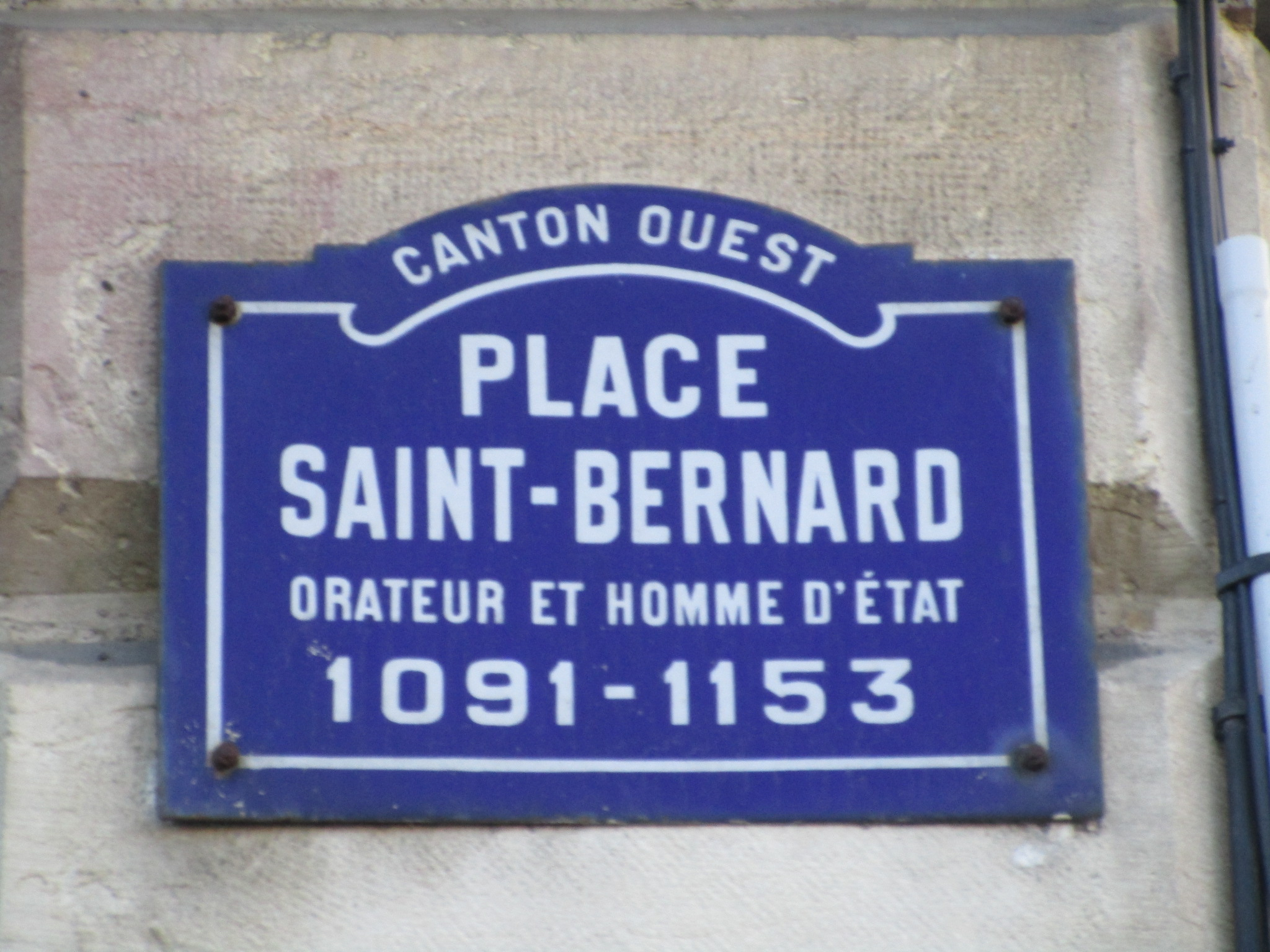

- Plan du quartier Saint-Bernard annoté de la main d'Adrien-Léon Lacordaire

Élève de l’École des mineurs de Saint-Étienne, Lacordaire commence comme ingénieur civil à Dijon en 1837. La même année, il prend la direction d’une société de propriétaires et est autorisé par la ville à participer à la construction de ce nouveau quartier Saint-Bernard entre 1841 et 1845. La réalisation de son projet consistait en l'établissement d'une place demi-circulaire reliant trois routes de façon symétrique autour de laquelle il construit des immeubles d’une belle qualité architecturale. Après la création de la voirie, une grande partie des bâtiments fut élevée mais le projet global ne vit pas le jour en raison de difficultés financières dues à l'insuccès de l'entreprise. En 1904, la place est rebaptisée du nom d'Étienne Dolet quand la municipalité socialiste décide de laïciser ses rues, avant qu'elle ne retrouve son nom initial en 1927. 

## Bâtiments remarquables et lieux de mémoire

### La statue de saint Bernard
La statue de saint Benard est initialement installée en 1847 sur la place Dupuis voisine, puis érigée au centre de la place Saint-Bernard en 1852. Cette œuvre du sculpteur François Jouffroy représente Bernard de Clairvaux prêchant, sa main gauche serrant une croix sur sa poitrine.

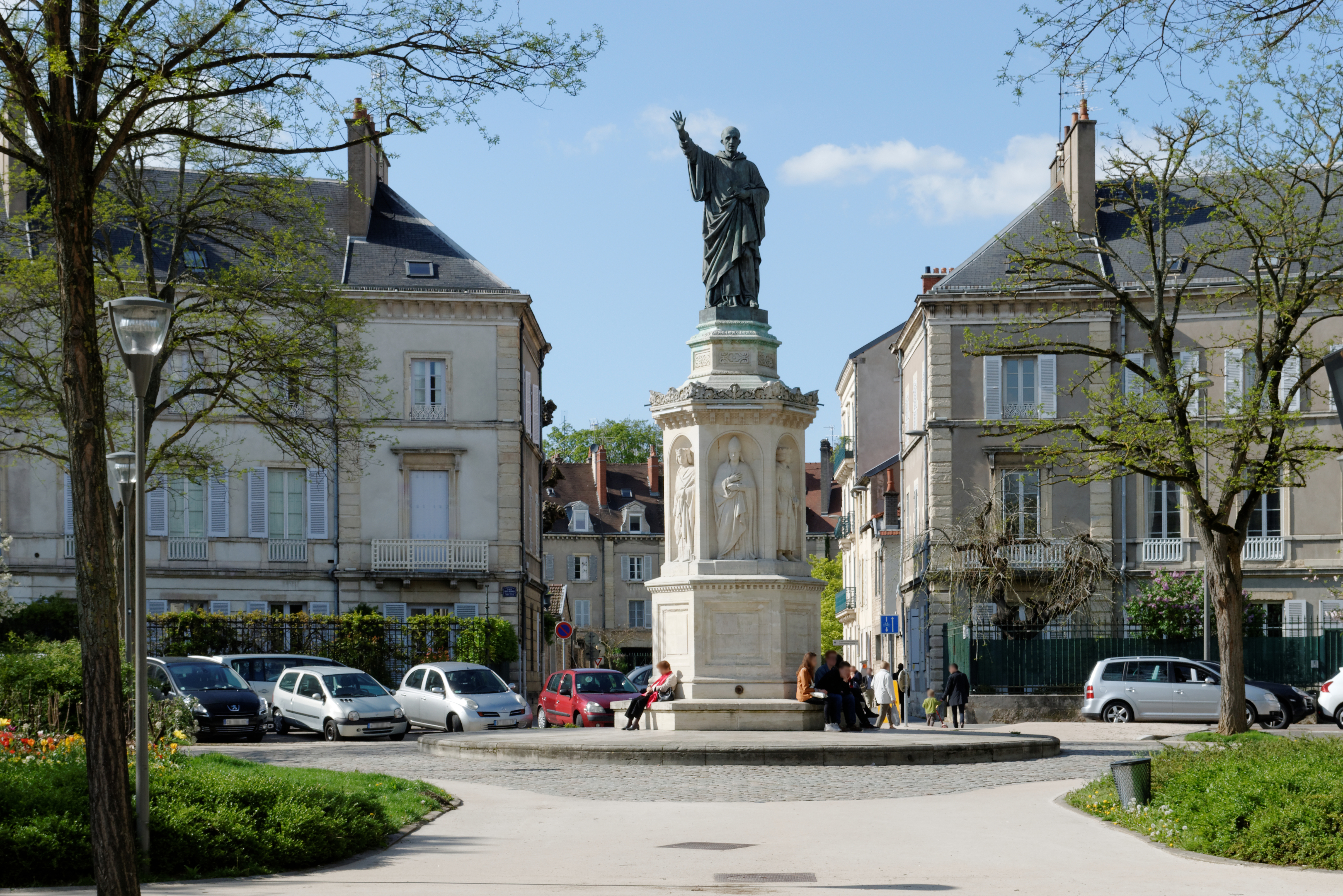
Statue de saint Bernard, avec la place Dupuis en arrière-plan
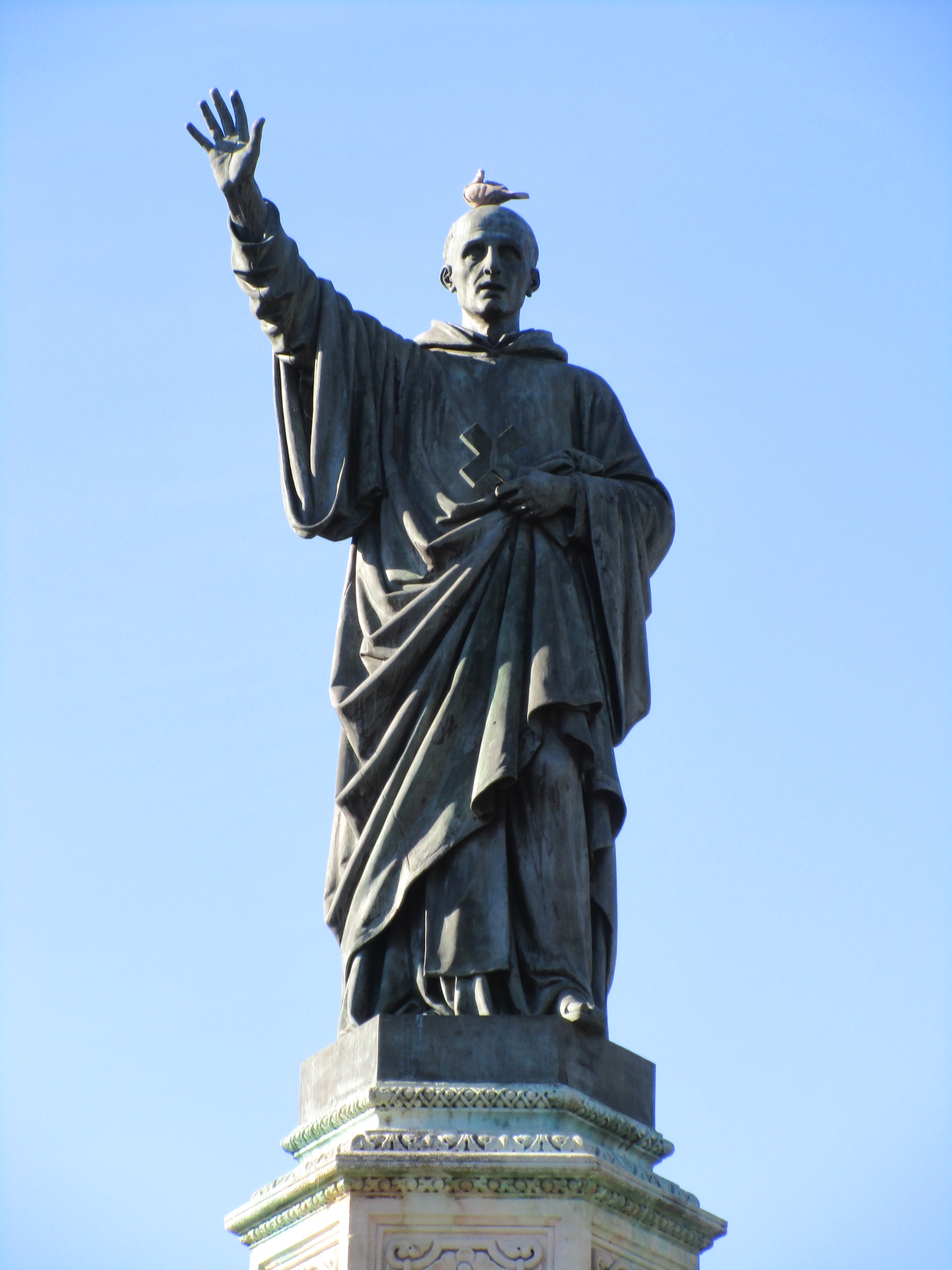
Saint Bernard de Clairvaux
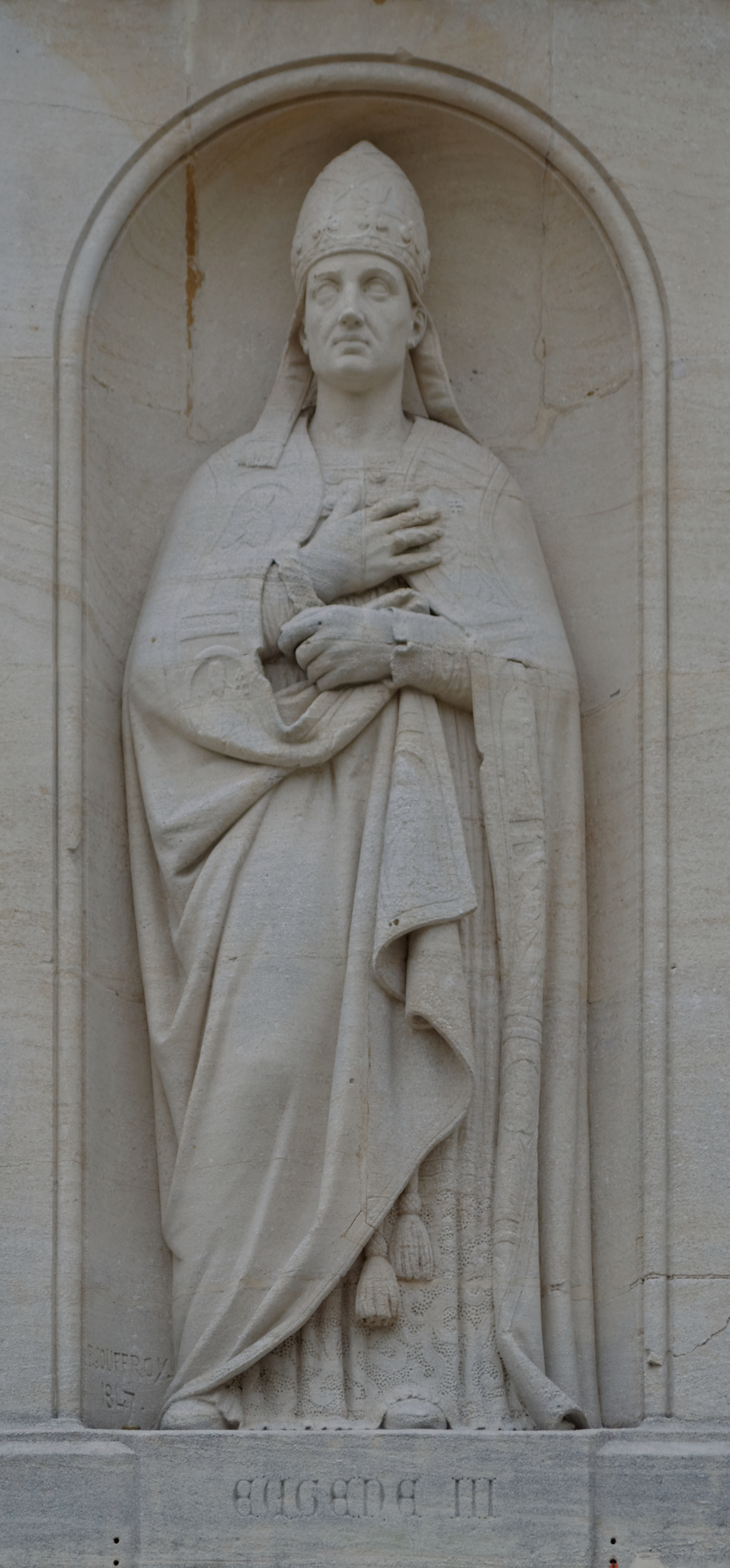
Le pape Eugène III
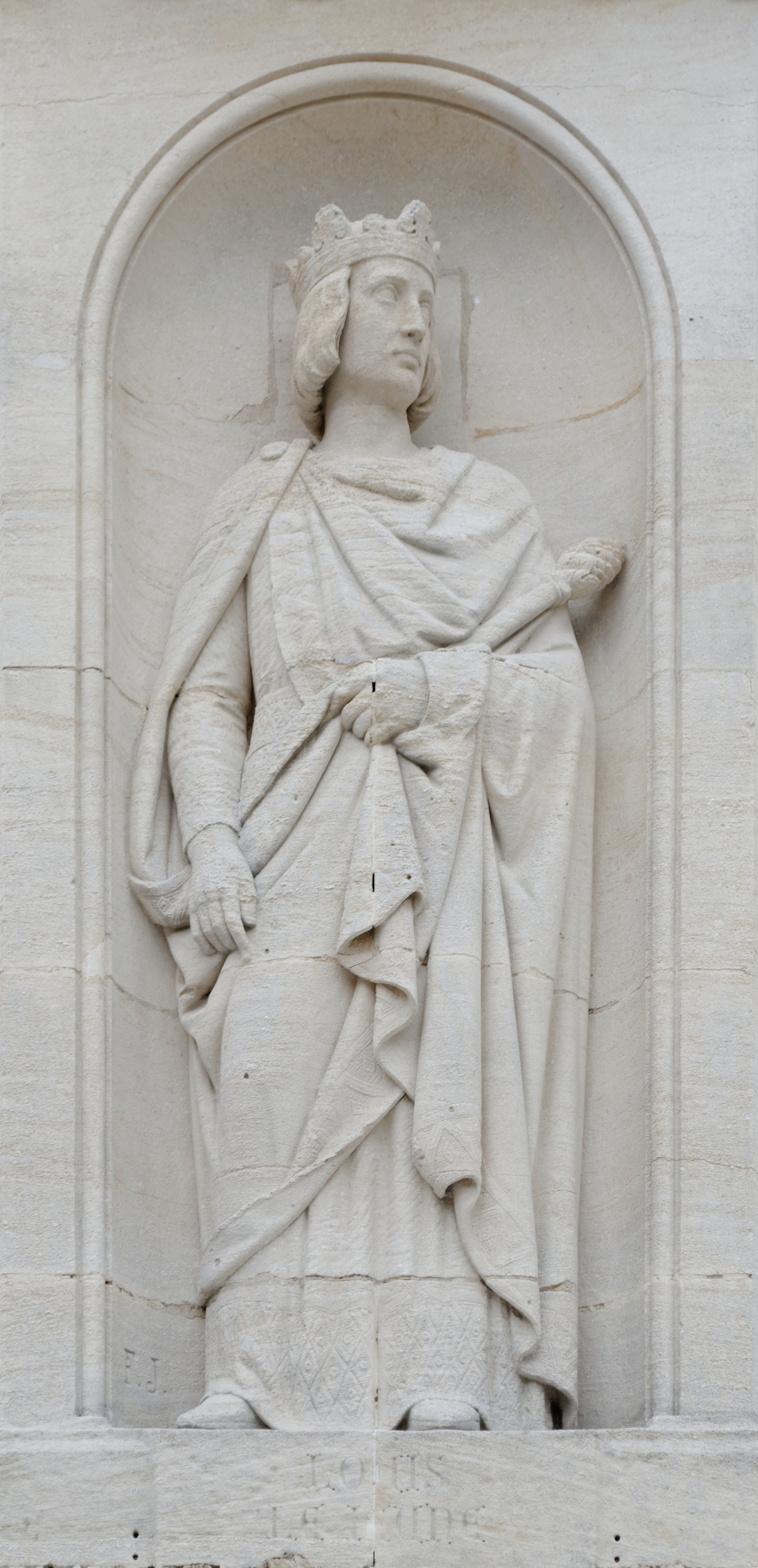
Le roi Louis VII le Jeune
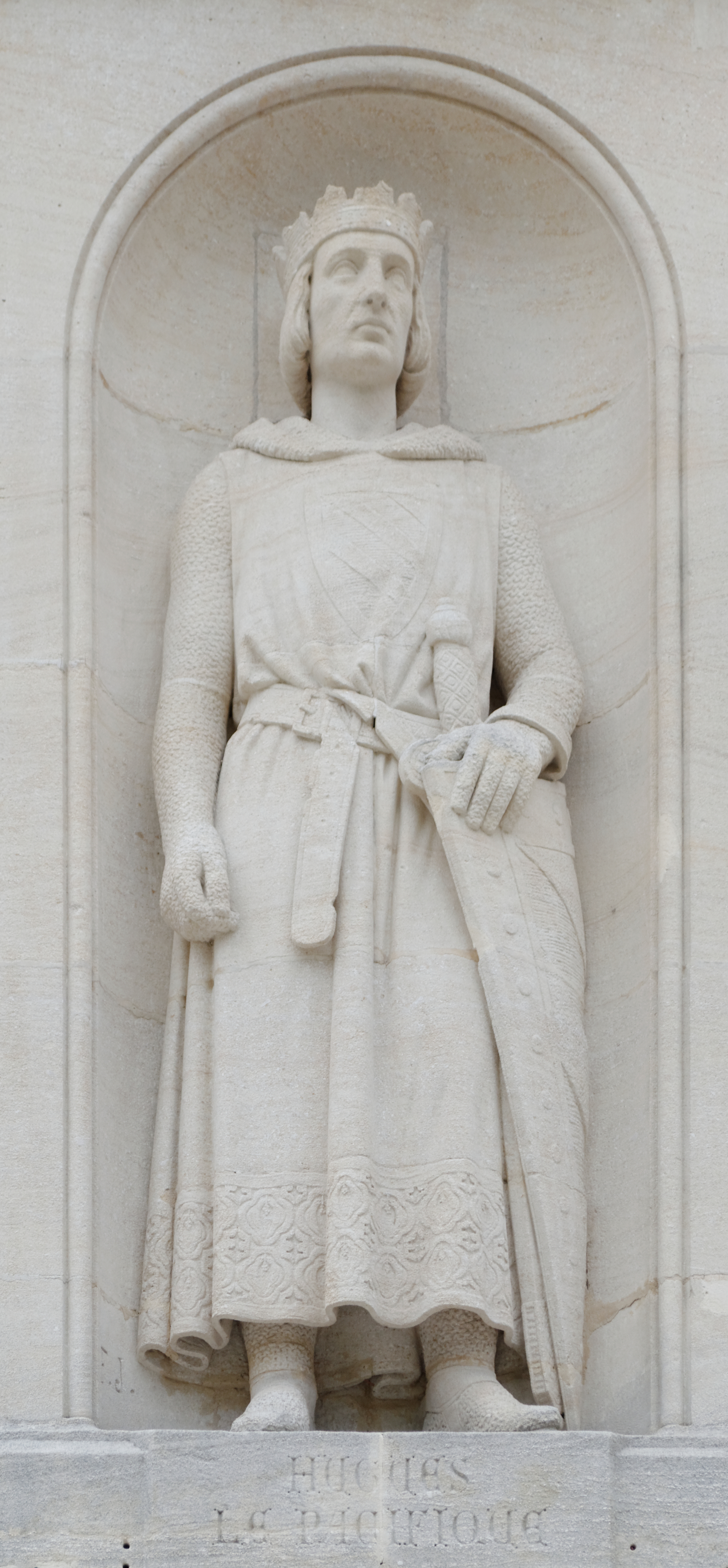
Le duc Hugues II de Bourgogne
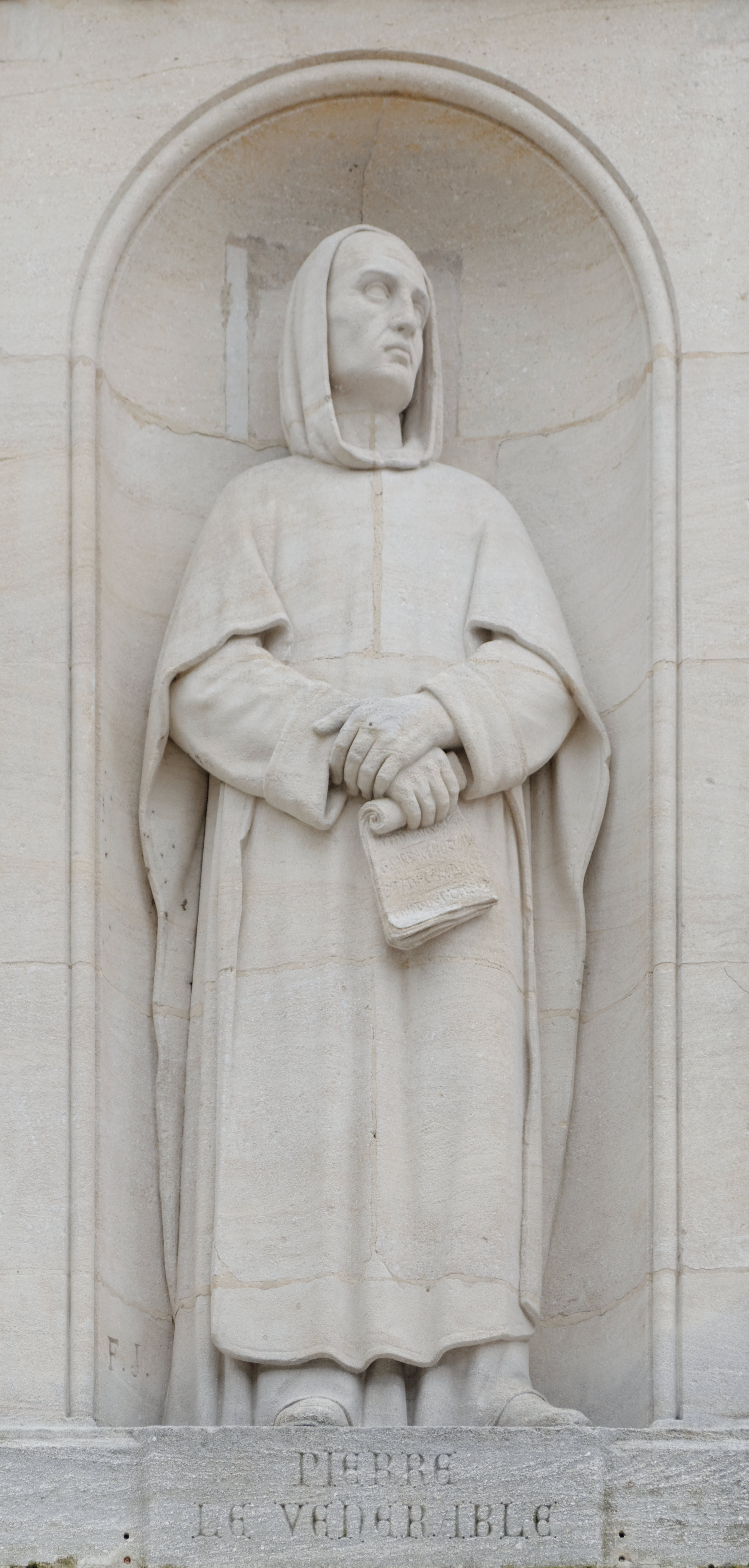
Pierre le Vénérable
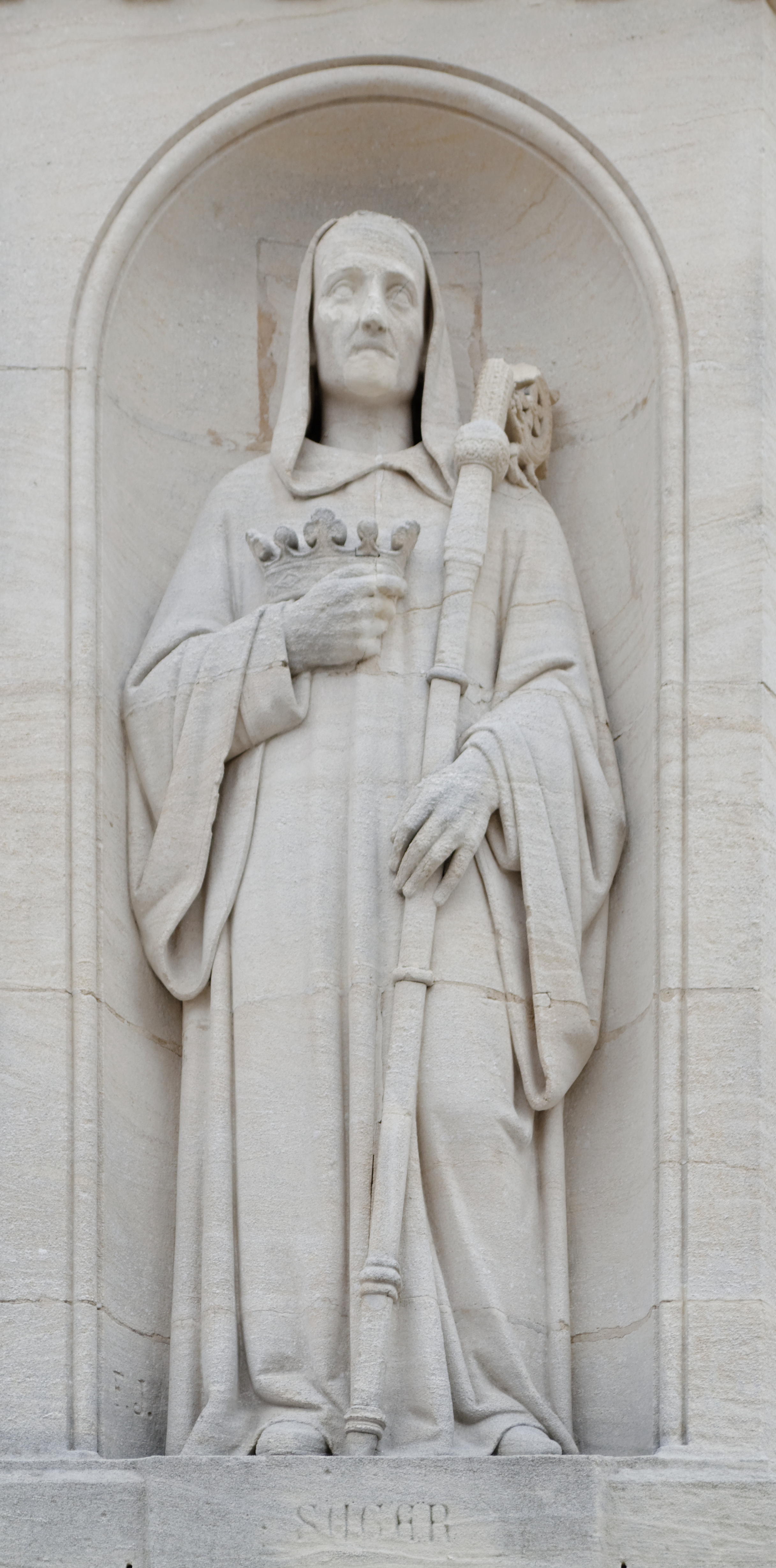
L'abbé Suger
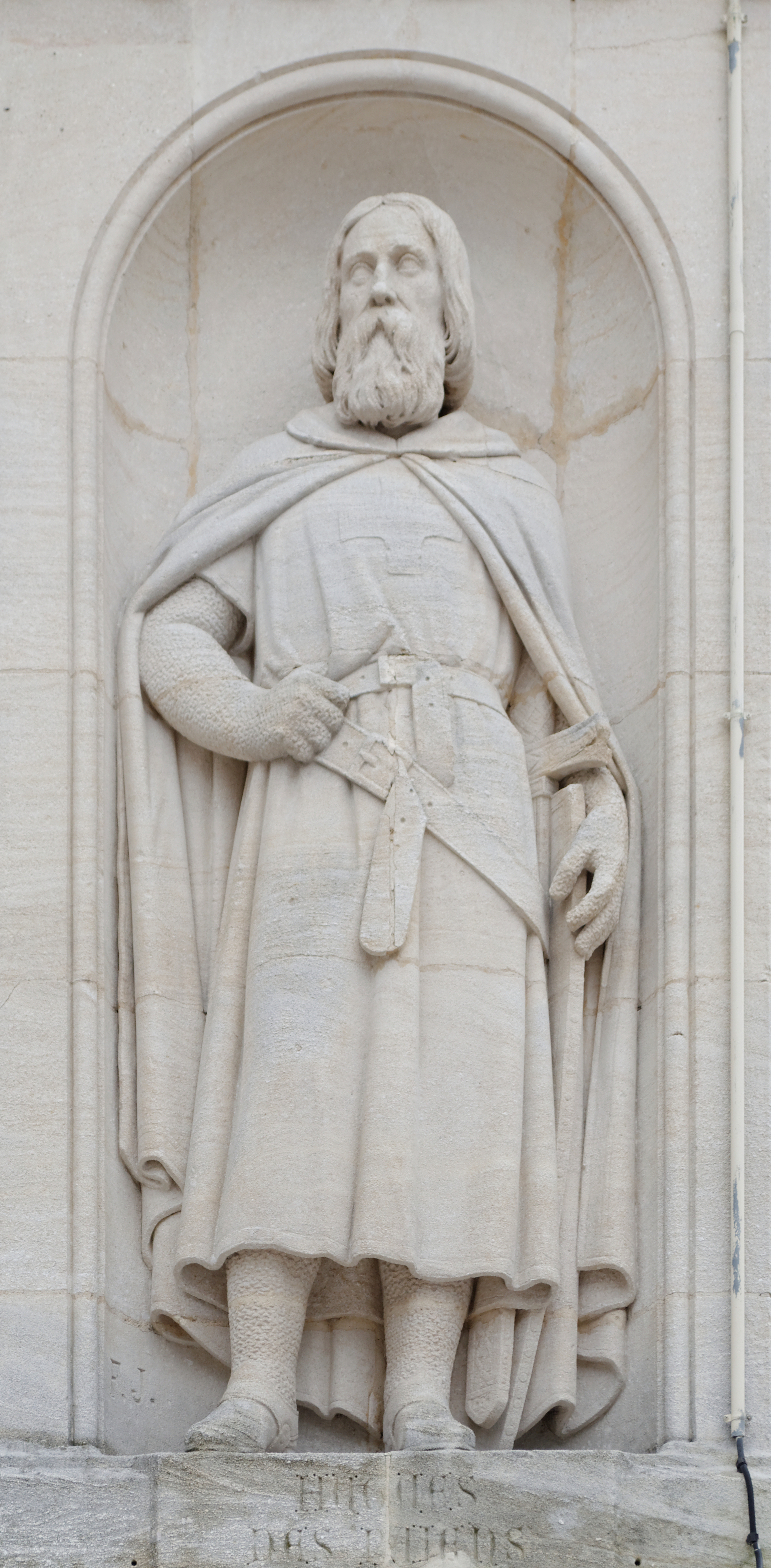
Hugues de Payns

Le piédestal de pierre, qui a été dessiné par Lacordaire et dont la sculpture ornementale est de Forey, s'orne de statues du pape Eugène III, du roi de France Louis VII le Jeune, du duc Hugues II de Bourgogne, de l'abbé Suger, de Pierre le Vénérable (abbé de l'abbaye de Cluny), et de Hugues de Payns (premier maître fondateur de l'ordre du Temple).